# His House
His House (titulada Casa ajena en España y Su casa en Hispanoamérica) es una película de suspenso dirigida por Remi Weekes basado en una historia original de Felicity Evans y Toby Venables. Protagonizada por Wunmi Mosaku, Sope Dirisu y Matt Smith, fue estrenada en el Festival de Cine de Sundance el 27 de enero de 2020 y en la plataforma Netflix el 30 de octubre del mismo año.

## Sinopsis
Una pareja de refugiados realiza una angustiosa huida desde Sudán del Sur, país devastado por la guerra, pero luego deben luchar por adaptarse a su nueva vida en un pueblo inglés que tiene un mal al acecho bajo la superficie.

## Reparto
- Wunmi Mosaku es Rial
- Sope Dirisu es Bol
- Matt Smith es Mark
- Javier Botet es la criatura
- Emily Taaffe es la doctora Hayes
- Malaika Wakoli-Abigaba es Nyagak
- Malokoka judist anufj kenal

## Producción
His House fue producida por la productora británica Starchild Pictures, dirigida por los productores Ed King y Martin Gentles. En agosto de 2017 se anunció que Remi Weekes dirigiría la película a partir de un guion escrito por él. The Weinstein Company presentó una demanda contra Starchild Pictures alegando que se había echado atrás en un acuerdo de distribución no firmado. En marzo de 2018, se anunció que Wunmi Mosaku y Sope Dirisu se habían unido al reparto de la película, con lo que la demanda no siguió adelante y The Weinstein Company ya no estaba vinculada. New Regency Pictures, BBC Films y Vertigo Entertainment se dispusieron a financiarla y producirla. En mayo de 2018, Matt Smith se unió al reparto de la película.

## Recepción

### Estreno
Tuvo su estreno mundial en el Festival de Cine de Sundance el 27 de enero de 2020. Más tarde Netflix adquirió los derechos de distribución de la película y se estrenó comercialmente el 30 de octubre de 2020.

### Opinión de la crítica
En Rotten Tomatoes la película tiene un índice de aprobación del 100% basado en 30 reseñas, con un promedio de 8,25 sobre 10. El consenso de los críticos del sitio web afirma: "Presentando sustos genuinos a través de cada corredor, His House es una mirada aterradora a los espectros de la experiencia de los refugiados y un asombroso debut cinematográfico para Remi Weekes". En Metacritic tiene una puntuación de 71 sobre 100 basada en nueve reseñas, indicando "críticas generalmente favorables".

## Premios
| Gala                                     | Fecha                 | Categoría                                             | Nominado(s)                                                                   | Resultado | Ref.   |
| ---------------------------------------- | --------------------- | ----------------------------------------------------- | ----------------------------------------------------------------------------- | --------- | ------ |
| Premios del Cine Independiente Británico | 18 de febrero de 2021 | Mejor actor protagonista                              | Sope Dirisu                                                                   | Nominado  | [ 12 ] |
| Premios del Cine Independiente Británico | 18 de febrero de 2021 | Mejor actriz protagonista                             | Wunmi Mosaku                                                                  | Ganadora  | [ 12 ] |
| Premios del Cine Independiente Británico | 18 de febrero de 2021 | Mejor casting                                         | Carmen Cuba                                                                   | Nominada  | [ 12 ] |
| Premios del Cine Independiente Británico | 18 de febrero de 2021 | Mejor diseño de producción                            | Jacqueline Abrahams                                                           | Ganadora  | [ 12 ] |
| Premios del Cine Independiente Británico | 18 de febrero de 2021 | Mejor director                                        | Remi Weekes                                                                   | Ganador   | [ 12 ] |
| Premios del Cine Independiente Británico | 18 de febrero de 2021 | Mejor director novel (Premio Douglas Hickox)          | Remi Weekes                                                                   | Nominado  | [ 12 ] |
| Premios del Cine Independiente Británico | 18 de febrero de 2021 | Mejor edición                                         | Jo Willems                                                                    | Nominado  | [ 12 ] |
| Premios del Cine Independiente Británico | 18 de febrero de 2021 | Mejores efectos                                       | Pedro Sabrosa y Stefano Pepin                                                 | Ganadores | [ 12 ] |
| Premios del Cine Independiente Británico | 18 de febrero de 2021 | Mejor fotografía                                      | Jo Willems                                                                    | Nominado  | [ 12 ] |
| Premios del Cine Independiente Británico | 18 de febrero de 2021 | Mejor música                                          | Roque Baños                                                                   | Nominado  | [ 12 ] |
| Premios del Cine Independiente Británico | 18 de febrero de 2021 | Mejor guion                                           | Remi Weekes                                                                   | Nominado  | [ 12 ] |
| Premios del Cine Independiente Británico | 18 de febrero de 2021 | Mejor guionista novel                                 | Remi Weekes                                                                   | Nominado  | [ 12 ] |
| Premios del Cine Independiente Británico | 18 de febrero de 2021 | Mejor película independiente británica                | His House                                                                     | Nominada  | [ 12 ] |
| Premios del Cine Independiente Británico | 18 de febrero de 2021 | Mejor productor novel                                 | Edward King y Martin Gentles                                                  | Nominados | [ 12 ] |
| Premios del Cine Independiente Británico | 18 de febrero de 2021 | Mejor sonido                                          | Adrian Bell, Glenn Freemantle, Frank Kruse, Brendan Nicholson y Richard Pryke | Nominados | [ 12 ] |
| NAACP Image                              | 27 de marzo de 2021   | Mejor creatividad (Película)                          | Remi Weekes                                                                   | Nominado  | [ 13 ] |
| NAACP Image                              | 27 de marzo de 2021   | Mejor película internacional                          | His House                                                                     | Nominada  | [ 13 ] |
| BAFTA                                    | 11 de abril de 2021   | Mejor actriz protagonista                             | Wunmi Mosaku                                                                  | Nominada  | [ 14 ] |
| BAFTA                                    | 11 de abril de 2021   | Mejor director, guionista o productor británico novel | Remi Weekes                                                                   | Ganador   | [ 14 ] |
| BAFTA                                    | 11 de abril de 2021   | Mejor película británica                              | Ed King, Remi Weekes, Martin Gentles y Roy Lee                                | Nominados | [ 14 ] |